# Дифаллах, Мухаммед
Муха́ммед Хали́д Муба́рак Дифалла́х (араб. محمد خالد مبارك ضيف الله‎; род. 6 марта 1998, Катар) — катарский футболист, полузащитник клуба «Катар СК».

## Клубная карьера
Является воспитанником «Аль-Джаиша». Летом 2017 года, после объединения клуба с «Лехвией» под новым названием — «Аль-Духаиль», продолжил выступление за новую команду. В её основном составе дебютировал 3 октября 2017 года в матче кубка Лиги звёзд с «Катаром СК». Дифаллах вышел в стартовом составе и провёл на поле 74 минуты, после чего был заменён. «Аль-Духаиль» потерпел поражение со счётом 2:5 и покинул турнир.
В первой половине 2018 года выступал на правах аренды за «Аль-Араби». В марте 2019 года вернулся из аренды. Дебютировал за «Аль-Духаиль» в чемпионате Катара 23 декабря в игре против «Аль-Ахли». Мухаммед Дифаллах появился на поле на 87-й минуте вместо Мохаммеда Мусы. Этот матч стал для него единственным в сезоне, по итогам которого «Аль-Духаиль» занял первую строчку в турнирной таблице и стал чемпионом.
В июле 2020 года контракт с «Аль-Духаилем» закончился и полузащитник стал свободным агентом. В этом статусе в сентябре подписал контракт с клубом «Катар СК». Первый матч за новую команду сыграл 13 октября 2020 года в игре кубка Лиги звёзд против «Аль-Хора».

## Достижения
«Аль-Духаиль»
- Чемпион Катара: 2019/20

## Клубная статистика
| Выступление      | Выступление      | Выступление      | Лига | Лига | Кубки | Кубки | Конт. кубки | Конт. кубки | Итого | Итого |
| Клуб             | Лига             | Сезон            | Игры | Голы | Игры  | Голы  | Игры        | Голы        | Игры  | Голы  |
| ---------------- | ---------------- | ---------------- | ---- | ---- | ----- | ----- | ----------- | ----------- | ----- | ----- |
| Аль-Духаиль      | Старс-лига       | 2017/18          | 0    | 0    | 1     | 0     | 0           | 0           | 1     | 0     |
| Аль-Духаиль      | Старс-лига       | 2018/19          | 0    | 0    | 0     | 0     | 0           | 0           | 0     | 0     |
| Аль-Духаиль      | Старс-лига       | 2019/20          | 1    | 0    | 0     | 0     | 0           | 0           | 1     | 0     |
| Аль-Духаиль      | Итого            | Итого            | 1    | 0    | 1     | 0     | 0           | 0           | 2     | 0     |
| Катар СК         | Старс-лига       | 2020/21          | 0    | 0    | 1     | 0     | 0           | 0           | 1     | 0     |
| Катар СК         | Итого            | Итого            | 0    | 0    | 1     | 0     | 0           | 0           | 1     | 0     |
| Всего за карьеру | Всего за карьеру | Всего за карьеру | 1    | 0    | 2     | 0     | 0           | 0           | 3     | 0     |